# Zrarda
 (septembre 2024).
Si vous disposez d'ouvrages ou d'articles de référence ou si vous connaissez des sites web de qualité traitant du thème abordé ici, merci de compléter l'article en donnant les références utiles à sa vérifiabilité et en les liant à la section « Notes et références ».
 (mai 2022).
La mise en forme du texte ne suit pas les recommandations de Wikipédia : il faut le « wikifier ».
Les points d'amélioration suivants sont les cas les plus fréquents. Le détail des points à revoir est peut-être précisé sur la page de discussion.
- Les titres sont pré-formatés par le logiciel. Ils ne sont ni en capitales, ni en gras.
- Le texte ne doit pas être écrit en capitales (les noms de famille non plus), ni en gras, ni en italique, ni en « petit »…
- Le gras n'est utilisé que pour surligner le titre de l'article dans l'introduction, une seule fois.
- L'italique est rarement utilisé : mots en langue étrangère, titres d'œuvres, noms de bateaux, etc.
- Les citations ne sont pas en italique mais en corps de texte normal. Elles sont entourées par des guillemets français : « et ».
- Les listes à puces sont à éviter, des paragraphes rédigés étant largement préférés. Les tableaux sont à réserver à la présentation de données structurées (résultats, etc.).
- Les appels de note de bas de page (petits chiffres en exposant, introduits par l'outil «  Source ») sont à placer entre la fin de phrase et le point final[comme ça].
- Les liens internes (vers d'autres articles de Wikipédia) sont à choisir avec parcimonie. Créez des liens vers des articles approfondissant le sujet. Les termes génériques sans rapport avec le sujet sont à éviter, ainsi que les répétitions de liens vers un même terme.
- Les liens externes sont à placer uniquement dans une section « Liens externes », à la fin de l'article. Ces liens sont à choisir avec parcimonie suivant les règles définies. Si un lien sert de source à l'article, son insertion dans le texte est à faire par les notes de bas de page.
- La présentation des références doit suivre les conventions bibliographiques. Il est recommandé d'utiliser les modèles {{Ouvrage}}, {{Chapitre}}, {{Article}}, {{Lien web}} et/ou {{Bibliographie}}. Le mode d'édition visuel peut mettre en forme automatiquement les références.
- Insérer une infobox (cadre d'informations à droite) n'est pas obligatoire pour parachever la mise en page.

Pour une aide détaillée, merci de consulter Aide:Wikification.
Si vous pensez que ces points ont été résolus, vous pouvez retirer ce bandeau et améliorer la mise en forme d'un autre article.
Zrarda ou Zerarda (arabe : زراردة) est une ville de la province de Taza au Maroc, qui compte 10 092 habitants selon le recensement de 2004.

## Géographie
Les habitants sont nommés les « zouridis » et font partie de la tribu des Bni Warayn (présente dans la grande partie de la région de Taza).
Zerarda, Zrarda, se trouve à 12 km de Tahla, et à une vingtaine de kilomètres de Ribat el Gheir (Ahrmemou).
La population est majoritairement berbère, mais il y a eu cependant une immigration de personnes de la région Est.
L'été, la population se voit tripler grâce au retour des familles qui ont immigré en Europe, et plus précisément en France; on retrouve beaucoup de véhicules immatriculés « 19 » (Brive-la-Gaillarde) ou « 03 » (Moulins, (Allier)). La 1ère génération des immigrés en Europe est composée d’ouvriers. Ces derniers ont œuvré à garder un lien avec leurs familles restées au Maroc. 
Ce village ainsi que celui de Tahla et Ribat el kheir sont pourvoyeurs de soldats pour l’armée de sa majesté, et beaucoup de haut gradés sont issus de cette régions, Colonels, généraux, ils sont nombreux. Et c’est une fierté pour nous les Bni Warayn de servir pour sa Majesté.

## Infrastructures
La culture Amazigh est la principale dans cette région éloignée de la première grande ville impériale ( Fez ) d’environ 80 km.
Les infrastructures sont peu développées à cause de la corruption, mais depuis quelques années, on tend à percevoir une amélioration entre autres, grâce à un apport des MRE.

## Économie
Les principaux revenus de cette région sont l’agriculture (pruneau et de l’huile d’olive) et l’exploitation de carrière de sable, malheureusement les petits agriculteurs survivent, écrasés par les imposantes fermes à taille industrielle qui rachètent progressivement les terres. L’élevage de poulet est aussi une des principales activités dans ces communes, qui distribuent vers tout le Maroc.
Les familles riches de la ville sont les Amellal et les Hamdoune, exploitants de carrières et de fermes à taille nationale voire internationale pour les pruneaux de M. Hamdoune.
Actuellement, la commune de Zerarda connaît une grande transformation, la route la reliant à Tahla est en cours d’élargissement pour une circulation à double sens qui n’existait pas et surtout les routes n’avaient pas été modifiées depuis le départ de la France.
L’assainissement et l’eau potable sans réduction sont en cours. En plein été avec les chaleurs, les grosses exploitations agricoles prélèvent beaucoup et les puits s'assèchent.